# Waldmohr
Waldmohr ist eine Stadt in der Verbandsgemeinde Oberes Glantal im Landkreis Kusel in Rheinland-Pfalz. Sie ist gemäß Landesplanung als Grundzentrum ausgewiesen. Bis zum 1. Januar 2017 war sie Sitz der Verwaltung der dann aufgelösten Verbandsgemeinde Waldmohr.

## Geographie

### Geographische Lage
Waldmohr liegt am nördlich Rand der westpfälzischen Moorniederung, direkt an der saarländisch-rheinland-pfälzischen Grenze, etwa 7 km nördlich von Homburg. Mitten durch das Siedlungsgebiet fließt der Glan, der im Jahr 1933 vor Ort auf Betreiben der Gemeinde begradigt wurde.

### Stadtgliederung
Zur Stadt Waldmohr gehören die Stadtteile Eichelscheiderhof und der 1763 als Hengstwalder Ziegelhütte erstmals erwähnte Weiler Waldziegelhütte, sowie die Wohnplätze Autobahnrasthaus Waldmohr, Bahnhaus 2910, Bolsterhof, Erlenhof, Mohrmühle, Ohlbühlerhof und Waldhaus Am Fuchsberg.

## Geschichte
Waldmohr wird erstmals 830 im Lorscher Codex als „villa Moraha“, also Dorf am Sumpfbach, erwähnt. 1449 kommt der Ort unter die Herrschaft der Herzöge von Pfalz-Zweibrücken und untersteht diesen, bis das Herzogtum in den Folgen der Französischen Revolution 1794 untergeht. 1798 wird Waldmohr unter französischer Herrschaft Hauptort des gleichnamigen Kantons im Saardepartement. Damit beginnt die Geschichte der Stadt als Verwaltungssitz. Nach dem Ende der französischen Besatzung kommt die Pfalz an den Rheinkreis im Königreich Bayern, Waldmohr bleibt dabei Kantonshauptort für 57 Dörfer zwischen Kirkel und Glan-Münchweiler. Diese Stellung verliert es erst nach der Abtrennung des Saargebiets (später Saarland genannt), nach dem Ersten Weltkrieg, bei der das Bezirksamt Homburg zum größten Teil an das Saargebiet kommt. 1920 wird der Ort daher dem Bezirksamt Kusel unterstellt und Sitz einer Bezirksamtsaußenstelle. 1946 wird er in das neugeschaffene Land Rheinland-Pfalz eingegliedert und erhält 1971 als Sitz der Verbandsgemeinde Waldmohr einen Teil seiner früheren Kompetenzen zurück.
Am 23. Oktober 2019 beschloss der Gemeinderat, einen Antrag auf Verleihung der Stadtrechte an die Landesregierung zu stellen. Die Zustimmung erfolgte am 6. Oktober 2020 durch den Innenminister Roger Lewentz (SPD) nach einem entsprechenden Beschuss des rheinland-pfälzischen Ministerrates.

### Einwohnerentwicklung
| Waldmohr: Einwohnerzahlen von 2012 bis 2024 | Waldmohr: Einwohnerzahlen von 2012 bis 2024 | Waldmohr: Einwohnerzahlen von 2012 bis 2024 | Waldmohr: Einwohnerzahlen von 2012 bis 2024 | Waldmohr: Einwohnerzahlen von 2012 bis 2024 |
| ------------------------------------------- | ------------------------------------------- | ------------------------------------------- | ------------------------------------------- | ------------------------------------------- |
| Jahr                                        |                                             |                                             |                                             | Einwohner                                   |
| 2012                                        | 2012                                        |                                             | 5.171                                       | 5.171                                       |
| 2015                                        | 2015                                        |                                             | 5.194                                       | 5.194                                       |
| 2020                                        | 2020                                        |                                             | 5.111                                       | 5.111                                       |
| 2024                                        | 2024                                        |                                             | 5.124                                       | 5.124                                       |
| Quelle(n): statistik.rlp.de                 |                                             |                                             |                                             |                                             |

## Politik

### Stadtrat
Der Stadtrat in Waldmohr besteht aus 22 Ratsmitgliedern, die bei der Kommunalwahl am 9. Juni 2024 in einer personalisierten Verhältniswahl gewählt wurden, und dem ehrenamtlichen Stadtbürgermeister als Vorsitzendem.
Die Sitzverteilung im Stadtrat:
| Wahl | SPD | CDU | FDP | FWG | WG | Gesamt   |
| ---- | --- | --- | --- | --- | -- | -------- |
| 2024 | 12  | 6   | –   | –   | 4  | 22 Sitze |
| 2019 | 12  | 5   | –   | –   | 5  | 22 Sitze |
| 2014 | 13  | 5   | –   | –   | 4  | 22 Sitze |
| 2009 | 13  | 5   | 3   | 1   | –  | 22 Sitze |
| 2004 | 12  | 6   | 2   | 2   | –  | 22 Sitze |

### Bürgermeister
Jürgen Schneider (SPD) wurde 2014 Stadtbürgermeister von Waldmohr. Bei der Direktwahl am 26. Mai 2019 wurde er mit einem Stimmenanteil von 71,00 % für weitere fünf Jahre in seinem Amt bestätigt. Schneiders Vorgänger war Friedrich Wunn (SPD).
Bei der Bürgermeisterwahl am 9. Juni 2024 trat Schneider nicht mehr an und wurde durch Charlotte Luise Jentsch ersetzt, die ohne Gegenkandidaten 65,7 % der Stimmen erreichte. Die Wahlbeteiligung lag bei 60,0 %.

### Wappen
| Wappen Stadt Waldmohr | Blasonierung: „Geteilt von Rot und Gold (Gelb); oben ein wachsender silberner (weißer) Löwe; unten die verschlungenen schwarzen Buchstaben „W“ und „M“.“                                                                                             |
| Wappen Stadt Waldmohr | Wappenbegründung: Das Wappen wurde am 23. September 1982 vom rheinland-pfälzischen Innenminister genehmigt. Es zeigt den Homburger Löwen sowie im unteren Teil in den pfälzischen Farben die Gemarkungszeichen „W“ und „M“, die für Waldmohr stehen. |

### Banner
|  | 00Banner: „Das Banner ist weiß-schwarz gespalten mit dem Wappen im Bannerhaupt.“ |

## Kultur, Religion und Sehenswürdigkeiten

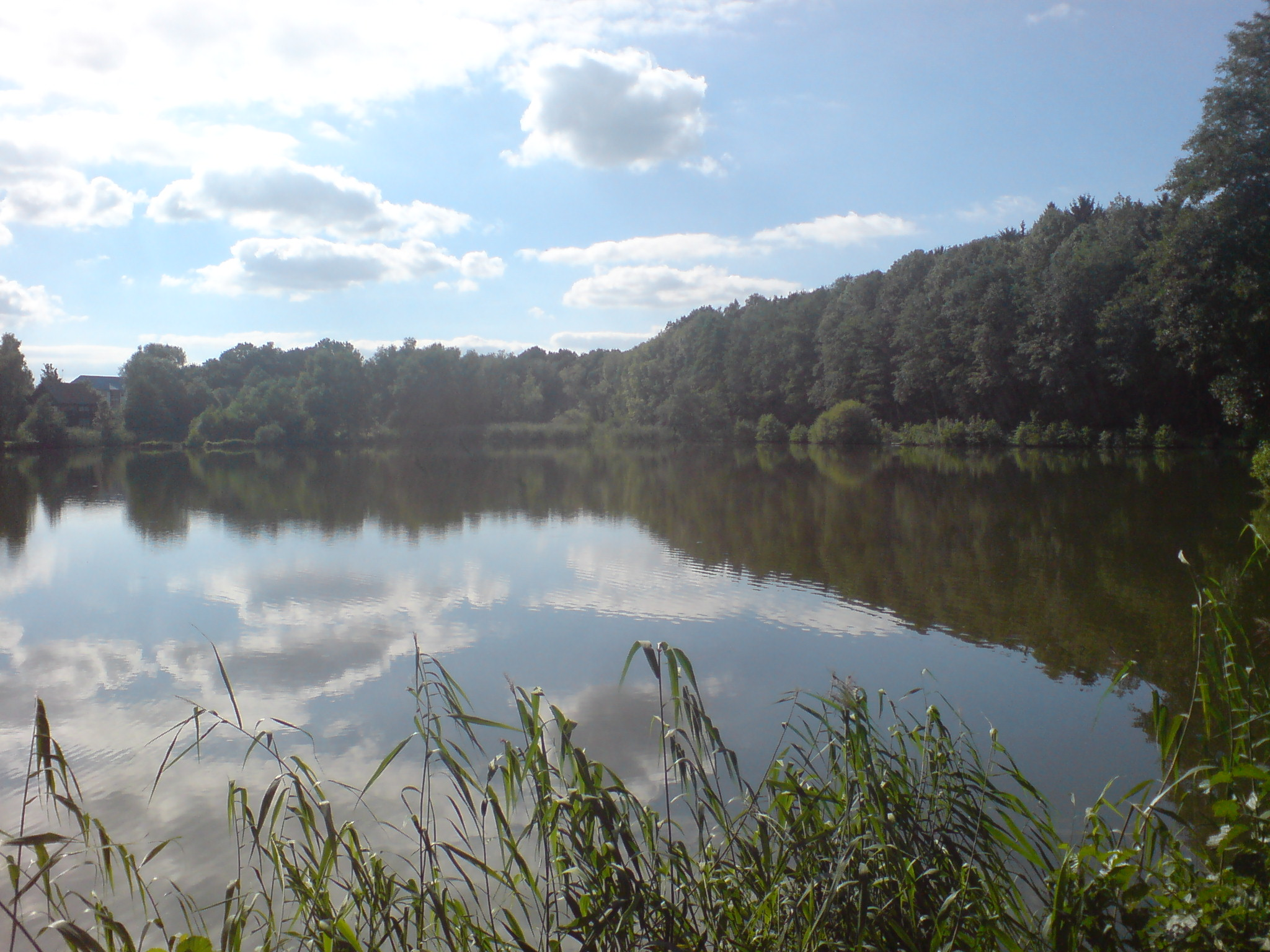
Der Mohrmühlweiher, umgangssprachlich Motschweiher genannt, am Stadtrand Richtung Eichelscheiderhof

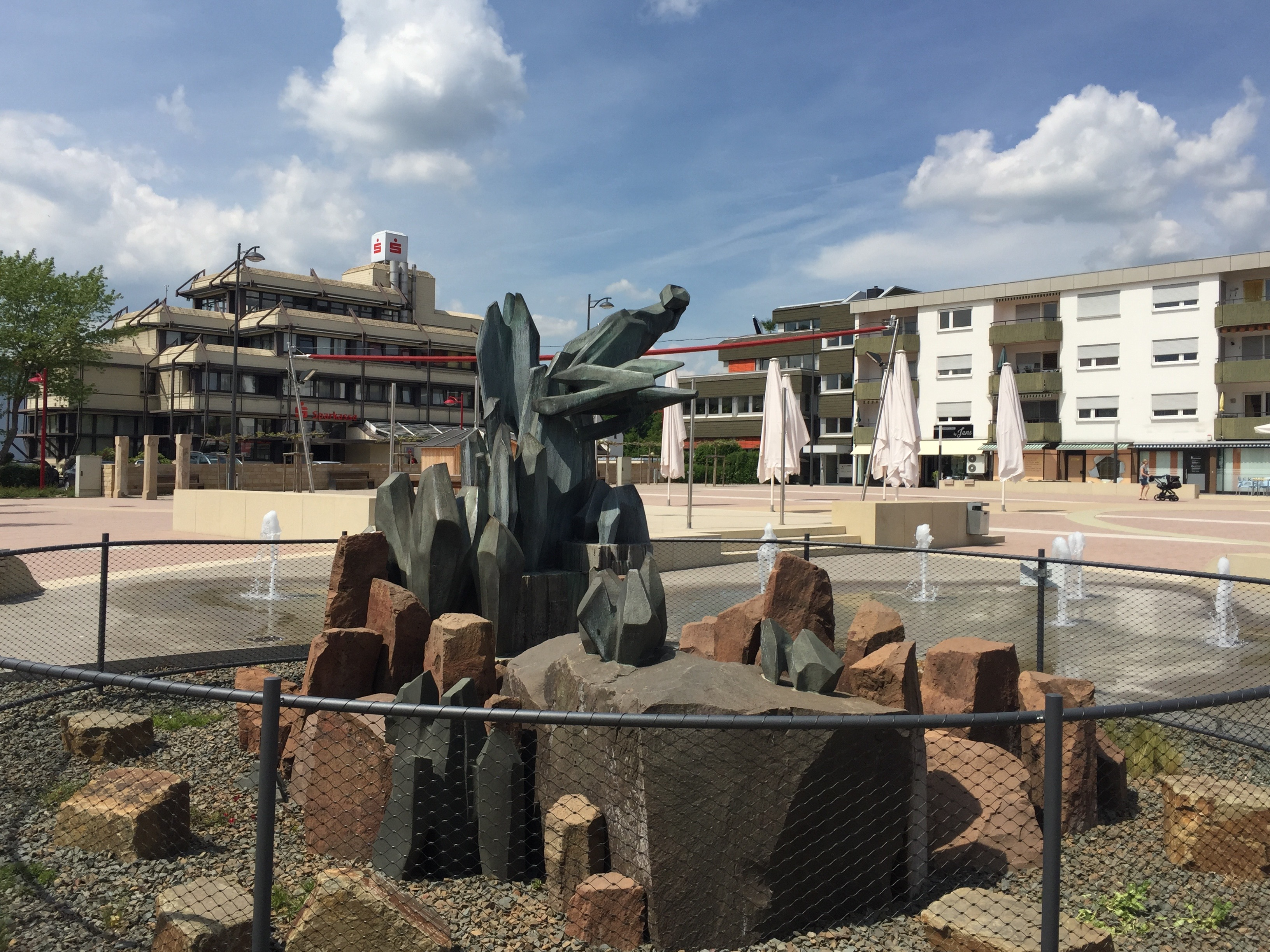
Marktplatz, neugestaltet 2016, Brunnenskulptur „Vogel erhebt sich aus dem Schilf“ von Heinrich Betz, 1980

### Sport
Waldmohr hat ein breites Angebot an Sportvereinen. Als Besonderheit gehört der Handballverein HSV Waldmohr trotz seiner Lage in Rheinland-Pfalz dem Handball-Verband Saar an.

### Musik
Der Westricher Madrigalchor ist ein gemischter Chor, der 1998 aus der Sängervereinigung hervorgegangen ist.
Der Musikverein Waldmohr e. V. wurde – in dieser Form – am 8. Oktober 1922 gegründet.
Zum ersten Mal offiziell erwähnt wurde ein „Musikverein Waldmohr“ beim vierten Pfälzischen Musikfest, das im Januar 1830 in Speyer stattfand. Heute besteht der Musikverein Waldmohr aus einem Jugendblasorchester und einem Saxophon-Quartett.

### Naturdenkmäler
Im Stadtgebiet liegt das Erholungsgebiet „Bruchwiesen Waldmohr“, in dessen Gebiet der Glan renaturiert wird.
Siehe auch: Liste der Naturdenkmale in Waldmohr

### Konfessionsstatistik
Mit Stand 31. Januar 2017 waren von den Einwohnern 39,4 % evangelisch, 30,4 % römisch-katholisch und 30,2 % waren konfessionslos oder gehörten einer anderen Glaubensgemeinschaft an. Der Anteil der evangelischen und katholischen Kirchenmitglieder an der Gesamtbevölkerung ist seitdem gesunken. Derzeit (Stand 30. Juni 2025) sind von den Einwohnern 32,0 % evangelisch, 24,5 % katholisch und 43,5 % sind konfessionslos oder gehören einer anderen Glaubensgemeinschaft an.

## Wirtschaft und Infrastruktur
Waldmohr lebt heute überwiegend von Industrie- und Handwerksbetrieben. Es ist der größte Industriestandort im Landkreis Kusel. Größte Arbeitgeber ist ein Maschinenbaubetrieb, der auch mit Aluminiumprofilen handelt (etwa 260 Beschäftigte).

### Verkehr

#### Schiene

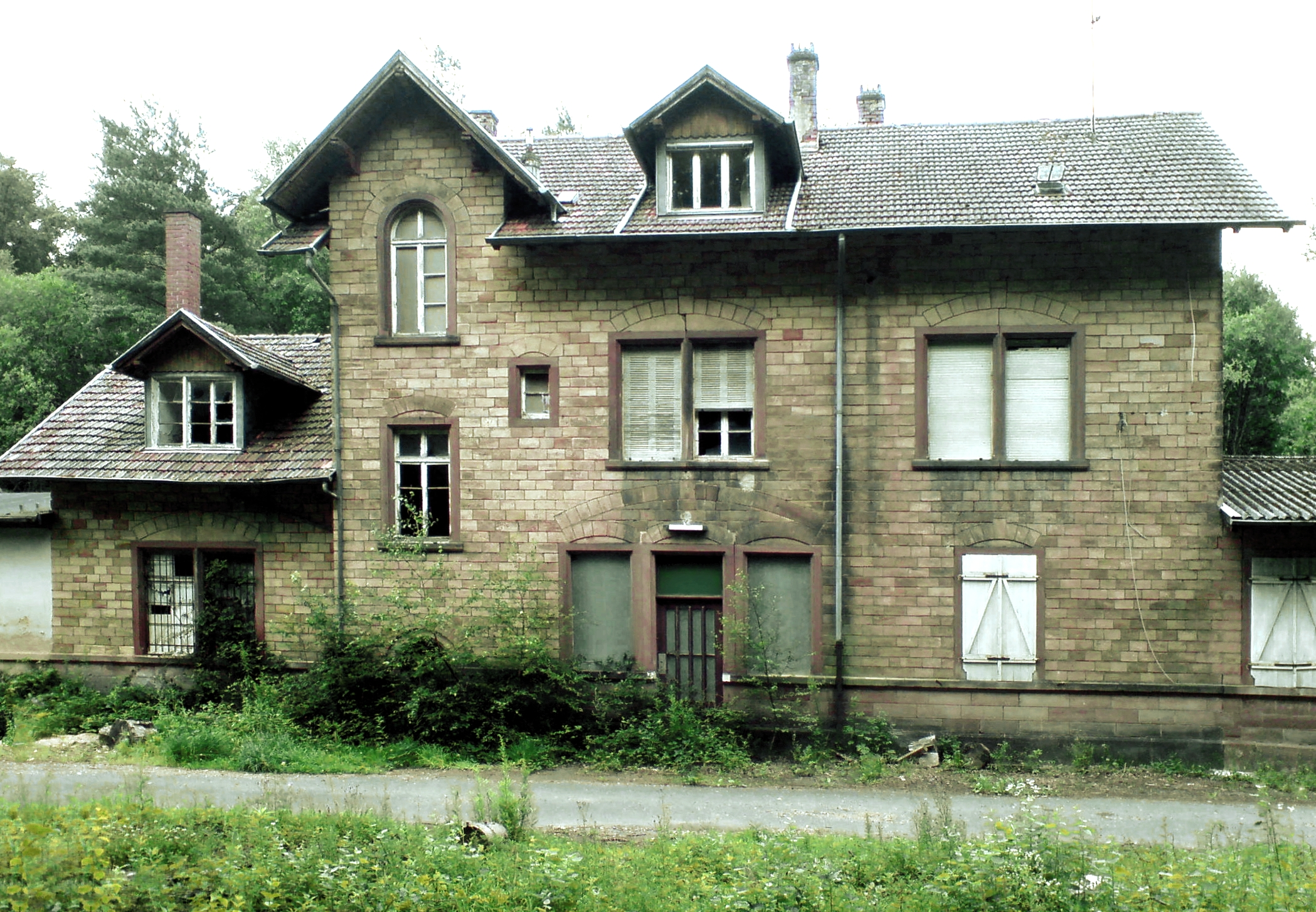
Empfangsgebäude des Bahnhofs Jägersburg, der ebenfalls der Gemeinde Waldmohr diente und dessen Namen vor allem deshalb für Streit sorgte

Der Öffentliche Nahverkehr ist in den Verkehrsverbund Rhein-Neckar (VRN) integriert. Die Glantalbahn, die früher durch Waldmohr fuhr, ist in diesem Bereich stillgelegt. An ihr besaß Waldmohr zusammen mit dem Nachbarort Jägersburg einen Bahnhof, dessen Name aufgrund seiner Lage stets für Streit gesorgt hatte. So befand er sich zwar auf der Gemarkung von Jägersburg, jedoch näher am Siedlungsgebiet von Waldmohr. Bis 1905 hieß er Jägersburg-Waldmohr, von 1905 bis 1912 und von 1936 bis 1947 Waldmohr-Jägersburg und von 1912 bis 1921 Waldmohr und von 1921 bis 1936 sowie ab 1947 Jägersburg. Für den Personenverkehr wurde dieser bereits Mitte der 1950er Jahre aufgegeben. 1967 erhielt das Waldmohrer Industriegebiet ein Anschlussgleis.
Nachdem der Personenverkehr in diesem Bereich 1981 geendet hatte, wurde 1989 das Streckengleis zwischen Waldmohr und Schönenberg-Kübelberg zurückgebaut. Treibende Kraft war dabei die Gemeinde Waldmohr, da sie eine Bahnüberführung an ihrem Stadteingang abreißen wollte, um Lastkraftwagen die Durchfahrt zu ermöglichen. Inzwischen befindet sich auf der Bahntrasse von Waldmohr bis Glan-Münchweiler der Glan-Blies-Weg. Noch bevor die Glantalbahn offiziell eröffnet wurde, ging 1903 die sogenannte Nordfeldbahn in Betrieb, die von besagtem Bahnhof mitten durch die Bebauung Waldmohrs glanaufwärts bis zur Grube Nordfeld verlief. Der Glantalbahn-Abschnitt Homburg–Jägersburg wurde in diesem Zusammenhang bereits mit Eröffnung dieser Güterbahn inoffiziell in Betrieb genommen. Mangels Rentabilität musste die genannte Grube schließen, weshalb die Bahnlinie nach lediglich zwei Betriebsjahren ebenfalls eingestellt wurde. In der Waldmohrer Ortsmitte befand sich während dieser Zeit der sogenannte Landdebitbahnhof, der für den Landabsatz der Grube zuständig war.
Die nächste Bahnlinie ist nunmehr die etwa sechs Kilometer südlich von Waldmohr verlaufende Verbindung Mannheim–Saarbrücken. Buslinien verbinden Waldmohr mit den Bahnhöfen Homburg, Bruchmühlbach-Miesau und Landstuhl an dieser Strecke. Auch die Kreisstadt Kusel und Glan-Münchweiler an der Bahnstrecke Kusel–Kaiserslautern sind direkt per Bus erreichbar.

#### Straße
Waldmohr verfügt über eine Anschlussstelle (und eine Raststätte, mit Motel) der Bundesautobahn 6 (Saarbrücken – Waidhaus) – auch „Via Carolina“ genannt – und ist damit nicht nur an den überregionalen deutschen Straßenverkehr angebunden, sondern auch nach Frankreich und Tschechien. Außerdem führt die Bundesstraße 423 (Mandelbachtal – Altenglan) durch die Stadt und sorgt damit für eine regionale Anbindung im Bereich Saar und Pfalz. In Waldmohr endet zudem die Landesstraße 354, die ihren Ausgangspunkt in Frohnhofen hat sowie die Kreisstraßen 2 und 3, die an der Grenze zum Saarland beginnen.

### Öffentliche Einrichtungen
Die Rothenfeldschule ist eine verbundene Grund- und Realschule plus. Seit dem Schuljahr 2007/2008 bietet sie als einzige Schule in Rheinland-Pfalz auch während der Ferien durchgehend Ganztagsbetreuung an.

## Persönlichkeiten

### Söhne und Töchter der Stadt
- Theodor Berkmann (1802–1870), Jurist, Politiker und Revolutionär
- Robert Scheerer (1882–1956), Landrat im Landkreis Kirchheimbolanden
- Ludwig Ritterspacher (1883–1964), Politiker (CDU)
- Fritz Schwitzgebel (1888–1957), Politiker (NSDAP)
- Kurt Eichner (1898–1969), Politiker (NSDAP)
- Wilma JungPrael (* 1955), Autorin und Künstlerin

### Personen, die in der Stadt gewirkt haben
- Joseph Heine (1803–1877), Mediziner, bewarb sich in Waldmohr als Kantonsarzt.
- Georg Friedrich Koch (1808–1874), Botaniker, Mediziner und Naturwissenschaftler, zuletzt als Arzt in Waldmohr tätig
- Hippolyt August Schaufert (1834–1872), Autor, war von 1864 bis 1866 Polizeikommissär in Waldmohr.
- Adolf Berdel (1860–1925), Jurist, war in der Stadt königlicher Oberamtsrichter.
- Robert Erbelding (1891–1965), Maler und Grafiker
- Jakob Knissel (1905–1940), Politiker (NSDAP), war ab 1. Januar 1938 Kreisleiter von Landstuhl-Waldmohr
- Shlomo Lewin (1911–1980) war vor dem Zweiten Weltkrieg in der Stadt als Lehrer tätig.
- Wolf Buchinger (* 1943), Schriftsteller, Moderator und Musiker
- Günther Fuchs (* 1947), Fußballspieler, wuchs in Waldmohr auf.